# Hercostomus exarticulatoides
Hercostomus exarticulatoides är en tvåvingeart som beskrevs av Stackelberg 1949. Hercostomus exarticulatoides ingår i släktet Hercostomus och familjen styltflugor. Inga underarter finns listade i Catalogue of Life.